# Tockus monteiri
Tockus monteiri е вид птица от семейство Носорогови птици (Bucerotidae).

## Разпространение
Видът е разпространен в Ангола и Намибия.